# Слободан Рубежић
Слободан Рубежић (Београд, 21. марта 2000) црногорски је фудбалер који тренутно наступа за Абердин.

## Каријера
Рубежић је прошао млађе категорије новосадске Војводине, одакле је 2017. отишао у Чукарички. Истог лета су из Војводине у тај београдски клуб прешли и Петар Мићин, Слободан Тедић, односно Митар Ергелаш. Ту је прикључен раду са првим тимом, али је у сениорском фудбалу дебитовао у екипи Новог Пазара за који је годину дана наступао као уступљени фудбалер.
По повратку у састав Чукаричког претрпео је повреду укрштених лигамената, те се у тренажни процес вратио нешто касније, током сезоне 2020/21. Неколико месеци провео је у бугарском првенству, као члан Арде из Крџалија. За Нови Пазар је поново потписао почетком 2022. По њеном окончању изабран је за најбољег спортисту у Новом Пазару током протеклих 12 месеци.
Последњег дана јула 2023. године потписао је трогодишњи уговор с Абердином уз могућност продужења за још годину дана. Вредност трансфера, према писању медија, процењена је на 230 хиљада евра, од чега је 50 процената припало Чукаричком. Дебитовао је на отварању Премијершипа за такмичарску 2023/24, у ремију без погодака с екипом Ливингстона. Усталио се у постави свог тима као један од тројице играча у последњој линији. Након елиминације од шведског представника Хекена, Абердин је такмичење наставио у групној фази Лиге конференције.

## Репрезентација
С мајчине стране Рубежић води порекло из Никшића. Сходно томе, Рубежић је 2023. прихватио позив у репрезентацију Црне Горе. По добијању потребне документације испунио је услов да буде у саставу селектора Миодрага Радуловића. Дебитовао је 12. октобра исте године, на пријатељском сусрету с Либаном.
Први погодак постигао је на последњем сусрету групе Г квалификација за Европско првенство 2024, у поразу од Мађарске, резултатом 3 : 1.

## Занимљивости
Услед запажених игара у дресу Новог Пазара, Стефан Лончар и Рубежић су добили мурал у граду.

## Статистика

### Клупска
Ажурирано 17. марта 2024.
| Клуб                    | Сезона   | Лига                  | Лига | Лига | Национални куп | Национални куп | Лига куп | Лига куп | Европа | Европа | Остало | Остало | Укупно | Укупно |
| Клуб                    | Сезона   | Дивизија              |      | Гол  |                | Гол            |          | Гол      |        | Гол    |        | Гол    |        | Гол    |
| ----------------------- | -------- | --------------------- | ---- | ---- | -------------- | -------------- | -------- | -------- | ------ | ------ | ------ | ------ | ------ | ------ |
|                         |          |                       |      |      |                |                |          |          |        |        |        |        |        |        |
| Војводина               | 2017/18. | Суперлига Србије      | 0    | 0    | —              | —              | —        | —        | —      | —      | —      | —      | 0      | 0      |
|                         |          |                       |      |      |                |                |          |          |        |        |        |        |        |        |
| Чукарички               | 2018/19. | Суперлига Србије      | 0    | 0    | —              | —              | —        | —        | —      | —      | —      | —      | 0      | 0      |
| Чукарички               | 2019/20. | Суперлига Србије      | 0    | 0    | —              | —              | —        | —        | 0      | 0      | —      | —      | 0      | 0      |
| Чукарички               | 2020/21. | Суперлига Србије      | 0    | 0    | 0              | 0              | —        | —        | —      | —      | —      | —      | 0      | 0      |
| Чукарички               | Укупно   | Укупно                | 0    | 0    | 0              | 0              | —        | —        | 0      | 0      | —      | —      | 0      | 0      |
|                         |          |                       |      |      |                |                |          |          |        |        |        |        |        |        |
| Нови Пазар (позајмица)  | 2019/20. | Прва лига Србије      | 27   | 1    | 1              | 0              | —        | —        | —      | —      | —      | —      | 28     | 1      |
|                         |          |                       |      |      |                |                |          |          |        |        |        |        |        |        |
| Арда Крџали (позајмица) | 2021/22. | Прва лига Бугарске    | 5    | 0    | 2              | 0              | —        | —        | —      | —      | —      | —      | 7      | 0      |
|                         |          |                       |      |      |                |                |          |          |        |        |        |        |        |        |
| Нови Пазар              | 2021/22. | Суперлига Србије      | 9    | 1    | 2              | 0              | —        | —        | —      | —      | 2      | 1      | 13     | 2      |
| Нови Пазар              | 2022/23. | Суперлига Србије      | 35   | 2    | 2              | 0              | —        | —        | —      | —      | —      | —      | 37     | 2      |
| Нови Пазар              | Укупно   | Укупно                | 71   | 4    | 5              | 0              | —        | —        | —      | —      | 2      | 1      | 78     | 4      |
|                         |          |                       |      |      |                |                |          |          |        |        |        |        |        |        |
| Абердин                 | 2023/24. | Премијер лига Шкотске | 16   | 0    | 1              | 0              | 4        | 0        | 8      | 0      | —      | —      | 29     | 0      |
|                         |          |                       |      |      |                |                |          |          |        |        |        |        |        |        |
| Каријера                | Каријера | Каријера              | 92   | 4    | 8              | 0              | 4        | 0        | 8      | 0      | 2      | 1      | 114    | 5      |
|                         |          |                       |      |      |                |                |          |          |        |        |        |        |        |        |

| Црна Гора | Црна Гора | Црна Гора |
| Године    | Наступа   | Голова    |
| --------- | --------- | --------- |
| 2023.     | 3         | 1         |
| Укупно    | 3         | 1         |

| #  | Датум              | Место                    | Противник | Гол   | Резултат | Такмичење                           |
| -- | ------------------ | ------------------------ | --------- | ----- | -------- | ----------------------------------- |
| 1. | 19. новембар 2023. | Пушкаш арена, Будимпешта | Мађарска  | 0 : 1 | 3 : 1    | Квалификације за Европско првенство |

## Награде и признања

### Појединачно
- Најбољи спортиста Новог Пазара за 2022. годину[42]